# 1941年挪威劇院罷工
1941年挪威劇院罷工是指第二次世界大戰德國佔領挪威期間演員與納粹當局之間的罷工衝突。起因是6名演員因拒絕在受納粹控制的廣播演出而被吊銷工作執照，罷工始於1941年5月21日，範圍涉及奧斯陸、卑爾根、特隆赫姆等城市的劇院，時間持續5週。

## 背景
挪威的電台廣播事業為國家專營，並由挪威廣播公司壟斷。1940年4月9日，德國入侵挪威後，納粹當局奪取挪威廣播公司的控制權，並成立國家劇院管理局，隸屬文化和公民教育部。
德國佔領挪威初期，文化衝突並未浮現。直至1940至1941年之交，挪威演員開始表達不願參與德國慶典和在廣播中演出的立場。抵抗運動也發布禁令，禁止廣播演出。1941年1月14日，文化和公民教育部部長古爾布蘭德·倫德發布逐出令，聲明任何拒絕公開演出（無論是在劇院、廣播或由當局組織的慶典）的演員，將不得在挪威從事演員工作。這促使劇院導演聚集於奧斯陸，並與挪威演員權益協會取得聯繫。社會普遍認為倫德的逐出令侵害公民基本權利，無法被接受。同年1月23日，挪威演員權益協會董事會成員被傳喚至帝國行政官約瑟夫·特博文的辦公室，被告知德國當局支持文化和公民教育部的決定，違反規定者將面臨最強烈的處份。演員本人、劇院導演、工會代表，以及挪威演員權益協會董事會全體成員都將被追究責任。挪威演員權益協會代理主席哈拉德·施溫岑將這項指令張貼於各劇院的公布欄。
指令公布後，演員格爾達·林格和教師奧古斯特·朗格起草罷工承諾書並秘密在演員分發、簽署和藏匿，承諾書指出，若藝術工作者因非藝術原因而失去工作，簽署者願意承擔後果並參與罷工。劇院工作者隨後與當局進行協商，最終達成一份雙方都能接受的協議，特別保證演員可以自由支配自己的空閒時間。

## 罷工

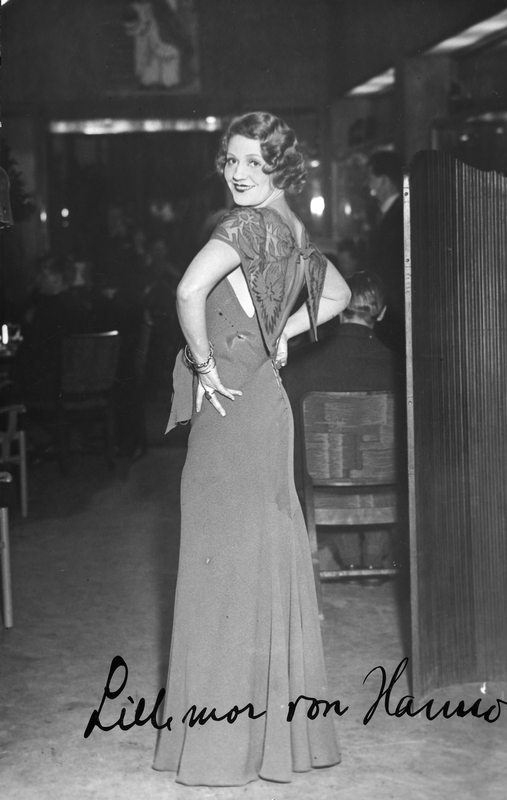
演員利利莫爾·馮·漢諾被吊銷工作執照

1941年5月初，艾瑟·拜、利利莫爾·馮·漢諾、格爾達·林格等7名演員收到文化和公民教育部的信函，要求幾人為已被納粹當局控制的挪威廣播公司演出。艾瑟·拜當時正於斯德哥爾摩演出，無法及時回覆信函；其餘6人則聲明將繼續於劇院工作，但有權自由運用自己的空閒時間。同年5月21日，這6名演員被傳喚到維多利亞露臺的警察總部接受審問，之後6人的演員工作執照均被吊銷。同日晚間，奧斯陸的劇院罷工生效、所有舞台罷演，次日卑爾根和特隆赫姆的劇院也加入罷工行列。此為德國佔領挪威期間首次有職業團體發起罷工。
由於納粹當局並不接受罷工行動導致衝突迅速升級，5月22日蓋世太保召集劇院導演，並指示其命令演員恢復演出；發出指令的同時，蓋世太保亦威脅將採取最強烈的報復行動。5月23日奧斯陸的劇院導演和演員召開會議，納粹當局的報復威脅一事被傳達給演員，但會議最終以110票對18票的結果決議繼續罷工。5月24日，納粹當局再一次下達最後通牒，並分別於當日和次日逮捕奧斯陸、卑爾根、特隆赫姆的劇院工會代表和挪威演員權益協會的核心成員。5月26日，劇院主席和導演召開會議，簽署一封發送至帝國行政官約瑟夫·特博文的抗議信，內容提到1907年《海牙第4公約》（《陸戰法規和慣例公約》）第43條規定佔領國應尊重被佔領國的現行法律，然抗議信並未得到回覆，罷工持續。6月，納粹當局宣布罷工行動被視為對國防軍和元首的抵抗，並宣稱罷工已演變成高度政治性的事件，瑞士報紙在此期間亦報導了罷工事件。當局和演員的談判持續至6月20日，期間演員曾被以死刑作為威脅，後者最終同意結束持續五週的罷工。

## 後果

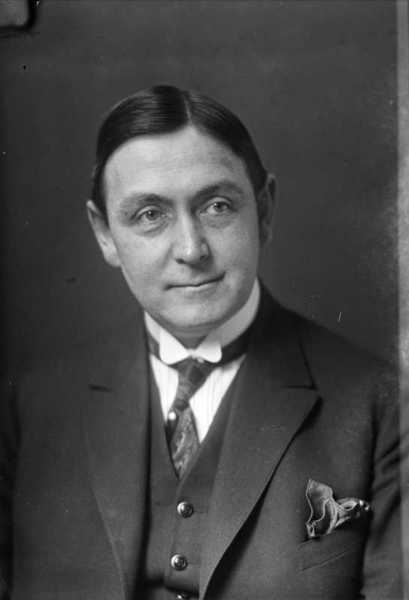
董事法蘭西斯·布爾教授於1941至1944年間被關押於格利尼集中營

罷工結束後，文化和公民教育部決定全面接管劇院，拒絕服從的國家劇院董事會成員被撤換，董事會主席哈拉爾·葛利格等人被逮捕並關押於格利尼集中營多年。劇院被納粹當局接管後受到公眾普遍抵制，部分演員繼續在戰時演出，部分人則選擇流亡海外。特隆赫姆的特倫德拉格劇院嘗試繼續運作，並對納粹當局進行暗諷或公開嘲諷，劇院導演亨利·格萊迪奇因此被多次警告其領導的劇院很有可能遭到打壓，他本人也被建議逃往中立國瑞典，然格萊迪奇最終仍留在挪威。1942年10月，納粹當局在馬亞瓦頓事件發生後宣布特隆赫姆地區戒嚴，並藉機逮捕格萊迪奇後迅速將其處決。特倫德拉格劇院隨後向納粹靠攏，並如同其他劇院遭公眾抵制。

### 連結
1. ↑  Dahl, Hans Fredrik. . Dahl; Hjeltnes; Nøkleby; Ringdal; Sørensen  (编). . Oslo: Cappelen. 1995  [2013-03-21]. ISBN 82-02-14138-9. （原始内容存档于2011-07-24） （挪威语）.
2. ↑  Ringdal, Nils Johan. . Dahl; Hjeltnes; Nøkleby; Ringdal; Sørensen  (编). . Oslo: Cappelen. 1995  [2013-03-21]. ISBN 82-02-14138-9. （原始内容存档于2013-05-29） （挪威语）.
3. 1 2 3  Hjort-Jenssen 1948，第143–149頁.
4. ↑  Bolling 1983，第75頁.
5. ↑  Bolling 1983，第77頁.
6. 1 2 3  Rønneberg 1949，第382–387頁.
7. 1 2  Ringdal, Nils Johan. . Dahl; Hjeltnes; Nøkleby; Ringdal; Sørensen  (编). . Oslo: Cappelen. 1995  [2013-03-19]. ISBN 82-02-14138-9. （原始内容存档于2013-05-29） （挪威语）.
8. ↑  Voksø, Per 1984，第138頁.
9. 1 2 3  Hjort-Jenssen 1948，第150–155頁.
10. ↑  Ringdal, Nils Johan. . Dahl; Hjeltnes; Nøkleby; Ringdal; Sørensen  (编). . Oslo: Cappelen. 1995  [2013-03-21]. ISBN 82-02-14138-9. （原始内容存档于2013-09-29） （挪威语）.

### 書籍
- Bolling, Jens. . Oslo: J. W. Cappelens Forlag. 1983 （挪威语）.
- Hjort-Jenssen, Egil. . Oslo: Gyldendal. 1948 （挪威语）.
- Rønneberg, Anton. . Oslo: Gyldendal. 1949 （挪威语）.
- Voksø, Per (编). . . Oslo: Det Beste. 1984. ISBN 82-7010-166-4 （挪威语）.